# Kecskeméti Zsigmond
Kecskeméti Zsigmond névváltozat: Ketskeméty (Csajág, Veszprém vármegye, 1737. március 7. – Polgárdi, 1821. április 20.) református lelkész és esperes.

## Élete
Kecskeméti Zsigmond lelkész és Tóth Erzsébet fia. Középiskoláit Sárospatakon végezte 11 évig és utána egy évig a zsidó nyelvben praeses, két évig pedig a költészeti osztály tanítója volt. Innét a külföldi, nevezetesen a zürichi és berni egyetemekre indult, azonban ott kevés ideig tartózkodott, miután 1768-ban a polgárdi gyülekezet meghívta lelkészéül, mely hivatalát március 13-án el is foglalta. 1770-ben a mezőföldi vagy peremartoni esperesség pénztárnokává, kevés idővel azután egyházmegyei ülnökké nevezték ki, 1790-ben Töltési Jánostól 100 forint alapítványt eszközölt ki a debreceni és sárospataki főiskolának. Az 1791. évi egyetemes budai zsinaton képviselte traktusát. 1778-ban a polgárdi templomot megbővítette, 1811-ben pedig új egyházat építtetett. 1796-ban a mezőföldi egyházmegye esperesévé választatott meg és e tisztet 25 évig, halálaig, hűségesen viselte. Hogy mily szeretett lelkipásztor volt, tanusítja a polgárdi-vidéki reformátusoknál az a hagyomány, hogy temetésekor három helyen is szónokoltak, miután az összesereglett nép nem fért az egyház belsejébe.

## Munkái
- Leichen Rede ... Giessen, 1771. (Halotti beszéd egy hannoverai kapitányné fölött, melyet Polgárdiban mondott el).
- Püspöki öltözet mellyel Ft. Halász József uramnak superintendensé lett választatása alkalmatosságára a b.-füredi 1786. esztendőben meglett papi gyűlésre készített. Győr, 1887.
- Kecskeméti Zsigmondnak LXXX prédikácziókból álló katheketikája; és különös alkalmatosságokra készitett egynehány prédikácziói, melyeket most közönséges haszonra kibocsátott. Pozsony, 1793.
- A magyaroknak eredetekről, ezeknek királyjainak életekről, viselt dolgaikról, halálokról, temettségekről, kik alatt mi jött a magyar koronához, és mi nyeretett el, Pálma Ferencz Károly ur munkájából magyar versekben csinált rövid historiácska. Uo. év n. (Rimes krónika II. József uralkodása végeig. Először Landerer Kalendáriumában1793-ig jelent meg, azután külön kiadva 1795-ben, miután a hozzá csatolt könyvhirdetésben több 1794. munka van felsorolva).
- K. különböző alkalmatosságokkal el mondott falusi prédikácziói. Győr, 1795. (Ennek második darabja: Pozsony és Pest, 1805. Utolsó lapján jelenti a kiadó, hogy még három darabja fog egymásután kiadatni. Márton István K. felett tartott halotti beszédében csak négy kötetről beszél ugyan, de a két utolsó kötete ismeretlen.)
- Két héti könyörgések, melyeknek egyike penitencziális. Veszprém, 1810.

Számos chronostichont készített templomok homlokzatára, még késő öregségében is, pataki tanuló korában pedig éppen verses munkáiért lett megválasztva a poéták praeceptorává.
Üdvözlő verset írt Komjáthy Ábrahámnak Utrechtben 1782-ben kijött jogi értekezése mellé és dicsérő költeményt Molnár Jánoshoz, Fehérmegye doktorához, annak: Orvosi törvény, Székesfejérvár, 1814. c. munkája I. kötetének előszava után.
A Magyar Nemzeti Múzeumban van egy 1807. március 3-án kelt levele Tóth Ferenchez.